# حزب استقلال (ایران)
حزب استقلال یک حزب ملی‌گرا با اندیشه‌های سوسیالیستی به رهبر عبدالقدیر آزاد بود.
این حزب در ابتدا مشی مستقل و مخالف انگلیس و شوروی داشته و حزبی ملی و تکیه اصلی آن بر مردم بود. حزب استقلال با هرگونه دخالت نیروهای خارجی در ایران، مخالفت بوده ولی به‌صورت کلی در روزنامه آزاد که ارگان حزب محسوب می‌گردید به سمت آلمان در برابر انگلیس و شوروی و سایر اشغالگران ایران در ان زمان جهت دهی داشته است.
این حزب در آذر ماه ۱۳۲۰ تأسیس می‌شود و در سال ۱۳۲۳ با حزب پیکار، حزب میهن پرستان ائتلاف کرده و حزب میهن را ایجاد می‌کنند این حزب بعداً در حزب ایران ادغام شده و باعث گسترش این حزب می‌گردد.
اما حزب استقلال بعد از مدتی از حزب میهن جدا شده و فعالیت‌های خود را مستقل ادامه داد. این حزب در ابتدای فعالیت دولت ملی مصدق از احزاب تشکیل دهنده جبهه ملی و حامی دولت بود اما در عمل از اواخر ۱۳۳۰ در تقابل با جبهه ملی و دولت مصدق قرار گرفت.
این حزب تا سال ۱۳۳۲ فعالیت کرده ولی پس از کودتای ۲۸ مرداد با وجود حمایت عبدالقدیر آزاد از دولت کودتا و زاهدی توفیق چندانی در ادامه کار نیافت و با تعطیلی روزنامه و عدم حمایت تیمسار زاهدی از عبدالقدیر آزاد در سال ۱۳۳۳ تعطیل شد.
ابتدا روزنامه آزاد و سپس روزنامه بهمن" به صاحب امتیازی حسین‌علی بهرامی ارگان حزب محسوب می‌شدند.